# Micuo Ikeda
Micuo Ikeda (14. března 1935 – 12. září 2002 Tokio) byl japonský zápasník – volnostylař, olympijský vítěz z roku 1956.

## Sportovní kariéra
S olympijským zápasem ve volném stylu začal počátkem padesátých let dvacátého století, když v jeho rodném městě Mašike na ostrově Hokkaidó otevřel oddíl zápasu Kikuja Macue (松江 喜久弥). Po skončení střední školy pokračoval v tréninku na univerzitě Čúó na předměstí Tokia v Hačiódži, odkud se v polovině padesátých let dostal do reprezentace. V roce 1956 startoval na olympijských hrách v Melbourne ve váze do 73 kg. Na olympijské hry odcestoval s dalšími dvěma reprezentanty z rodného Mašike jenž připravoval trenér Macue – Kazuo Kacuramoto a Tadaši Asai. V Melbourne se předvedl ve výborné formě, ve třetím kole porazil gruzínského Sověta Vachtanga Balavadzeho verdiktem sudích 3-0. Ve čtvrtém kole porazil favorizovaného Turka İbrahima Zengina rovněž verdiktem 3-0 a získal zlatou olympijskou medaili. Po skončení sportovní kariéry se věnoval trenérské práci. Zemřel v roce 2002.